# Can Jordana (Tiana)
Can Jordana és una masia gòtica de Tiana (Maresme) protegida com a bé cultural d'interès local. Es tenen notícies d'aquesta masia des del segle xiv, en què es coneixia amb el nom de Can Galceran.

## Descripció
És un edifici civil -masia a la qual s'accedeix per una tanca lateral- de planta de tipus basilical, amb un cos central bastant més elevat que les parts laterals. Coberta per una teulada de dues vessants i carener perpendicular a la façana. Encara que hi ha hagut algunes ampliacions per la banda esquerra, continuant amb la inclinació de la façana -allargant-la-, es pot dir que conserva perfectament la forma original. També es conserva la porta original d'arc de mig punt, formada amb grans dovelles.
Les finestres han estat malmeses, al moment de fer les remodelacions, essent ampliades i eliminant les llindes gòtiques; només una d'elles conserva dos caps esculpits situats a la línia d'impostes.